# Elezioni parlamentari in Pakistan del 2018
Le elezioni parlamentari in Pakistan del 2018 si sono tenute il 25 luglio per il rinnovo dell'Assemblea nazionale. In seguito all'esito elettorale, Imran Khan, espressione del Movimento per la Giustizia del Pakistan (Pakistan Tehreek-e-Insaf, PTI), è divenuto Primo ministro.
Le consultazioni hanno avuto luogo al termine della legislatura inaugurata nel 2013, durante la quale il governo è stato guidato dalla Lega Musulmana del Pakistan. Il Movimento per la Giustizia del Pakistan si è attestato come la prima forza politica del Paese, ma vari esponenti della Lega Musulmana hanno denunciato la commissione di brogli, nonostante l'assenza di prove.
Le elezioni hanno riguardato anche le assemblee provinciali istituite nelle quattro province del Paese: il PTI si è confermato nel Khyber Pakhtunkhwa ed è diventato il più grande partito del Punjab, il Pakistan Peoples Party (PPP) è rimasto il più grande partito del Sindh e il neo-formato Belucistan Awami Party (BAP) è diventato il più grande partito del Belucistan.

## Sistema elettorale
I membri dell'Assemblea sono 342 e vengono eletti nel seguente sistema:
- 272 membri sono eletti in altrettanti distretti elettorali
- 60 sono riservate alle donne
- 10 sono riservate alle minoranze etniche e religiose

## Risultati
| Partito                                  | Partito                   | voto       | %     | n. eletti | n. eletti | n. eletti | n. eletti | n. eletti | n. eletti |
| Partito                                  | Partito                   | voto       | %     | generale  | indip.    |           |           | Totale    | +/–       |
| Partito                                  | Partito                   | voto       | %     | generale  | indip.    | Donne     | Minoranze | Totale    | +/–       |
| Movimiento por la giustizia del Pakistán |                           | 16,884,266 | 31.87 | 116       | 9         | 28        | 5         | 158       | 123       |
| Lega Mussulmana de Pakistán (N)          |                           | 12,930,117 | 24.40 | 64        | 0         | 16        | 2         | 82        | -103      |
| Partiit del Popoloo Pakistaní            |                           | 6,913,466  | 13.05 | 43        | 0         | 9         | 2         | 54        | 12        |
| Consiglioo Unitario de Acción            |                           | 2,568,421  | 4.85  | 12        | 0         | 2         | 1         | 15        | -4        |
| Movimiento Sono presente inPakistán      |                           | 2,234,138  | 4.22  | 0         | 0         | 0         | 0         | 0         | Nuevo     |
| Gran Alleanza Democrática                |                           | 1,193,087  | 2.25  | 2         | 0         | 1         | 0         | 3         | -4        |
| Partito Nazionale Awami                  |                           | 815,843    | 1.54  | 1         | 0         | 0         | 0         | 1         | -2        |
| Muttahida Qaumi                          |                           | 731,335    | 1.38  | 6         | 0         | 1         | 0         | 7         | -17       |
| Liga Mussulmana de Pakistán (Q)          |                           | 517,354    | 0.98  | 4         | 0         | 1         | 0         | 5         | 3         |
| Partito Balochistan Awami                |                           | 318,834    | 0.60  | 4         | 0         | 1         | 0         | 5         | Nuevo     |
| Partito Nacionale di Baluchistán         |                           | 238,696    | 0.45  | 3         | 0         | 1         | 0         | 4         | 3         |
| Lega Mussulmana Awami                    |                           | 119,362    | 0.23  | 1         | 0         | 0         | 0         | 1         | -         |
| Jamhoori Wattan                          |                           | 23,397     | 0.04  | 1         | 0         | 0         | 0         | 1         | 1         |
| Pashtunkhwa Milli Awami                  |                           | 134,713    | 0.25  | 0         | 0         | 0         | 0         | 0         | -4        |
| altri partiti                            |                           |            |       | 0         | 0         | 0         | 0         | 0         | -5        |
| indipendente                             |                           | 6,060,122  | 11.44 | 13        | -9        | 0         | 0         | 4         | -6        |
| Pospuestos                               | Pospuestos                | –          | –     | 2         | —         | –         | –         | 2         | –         |
| Votos en blanco/inválidos                | Votos en blanco/inválidos |            | —     | –         | –         | –         | –         | –         | –         |
| Total                                    | Total                     | 52,982,119 | 100   | 272       | —         | 60        | 10        | 342       | 0         |
| Participación                            | Participación             |            | 51.7  | –         | —         | –         | –         | –         | –         |
| Fuente: ECP                              |                           |            |       |           |           |           |           |           |           |
|                                          |                           |            |       |           |           |           |           |           |           |